# Spaltekorrosion
Spaltekorrosion opstår i snævre væskefyldte spalter på grund af dannelse af iltkoncentrationsceller. Ilten opbruges hurtigt i spalten, mens katodereaktionen fortsætter på de frit tilgængelige flader. På grund af manglende katodereaktion og stigende metalionkoncentration falder pH i spalten, hvilket hjælper anodeprocessen.
Der kan opstå spaltekorrosion i de fleste metaller, men korrosionstypen forekommer for det meste på passiverbare metaller, såsom rustfrit stål og aluminium. Da pH-værdien er sur i spalten vil passiviteten nedbrydes, og da korrosionshastigheden på den passive overflade er forsvindende, koncentreres hele korrosionsangrebet i spalten.